# Eleonora Petit Bon
Eleonora Petit Bon (Magdalena, Provincia de Buenos Aires, hacia fines del siglo XIX) fue una pintora argentina. Hija de César Petit Bon y Flaminia Simonati. Cursó estudios en la Escuela Superior de Bellas Artes de la Universidad Nacional de La Plata. Profesora de dibujo, pintura, y arte decorativo, es reconocida sobre todo por sus miniaturas. Fue además socia fundadora de la Peña de Bellas Artes y de la Sociedad de Miniaturistas de Buenos Aires.

## Premios
- Premio al Conjunto, Salón Municipal de Mar del Plata (1937)
- Primer Premio Miniatura (1938)
- Premio Delicadez (1940)
- Tercer Premio Pintura, Salón Femenino de Buenos Aires (1940)